# 上野綾
上野 綾（うえの あや、1989年1月4日 - ）は、日本のAV女優、ストリッパー。アイナ所属2009年4月25日 の作品リリースを最後に引退した模様。2013年10月 に人妻女雀士　雪菜 としてAV活動再開。

## 略歴・人物
東京都出身。イメージDVDに出演した後、2009年12月にkawaii*専属女優としてAVデビュー。3作品に出演。同年にストリップデビュー（東洋ショー所属）もしており、以降はストリップを主体に活動。

## 出演作品

### 「上野綾」名義

#### イメージDVD
- 現役人気コスプレイヤーのいやらしい情事。（2008年12月1日、garo*）
- あぶないIdol!（2009年1月25日、garo*）

#### アダルトDVD
- 新人!kawaii*専属デビュ→ツンデレ美乳のE衝撃♥（2009年2月25日、kawaii*）
- 6つのコスチュームでセックchu♥（2009年3月25日、kawaii*）
- 快感♪ピストントーン!!!（2009年4月25日、kawaii*）

#### デジタル写真集
- 滴る!人気コスプレイヤー（2009年2月27日、イースト・プレス）
- お帰りなさいませご主人様!（2009年3月13日、イースト・プレス）